# Kedungsarimulyo
Kedungsarimulyo is een bestuurslaag in het regentschap Jepara van de provincie Midden-Java, Indonesië. Kedungsarimulyo telt 2827 inwoners (volkstelling 2010).